# Aldeide (a lunga catena) deidrogenasi
La aldeide (a lunga catena) deidrogenasi è un enzima appartenente alla classe delle ossidoreduttasi, che catalizza la seguente reazione:
un'aldeide a lunga catena + NAD+ + H2O ⇄ carbossilato a lunga catena + NADH + 2 H+
Il migliore substrato per l'enzima è la dodecilaldeide.